# Basicerotini

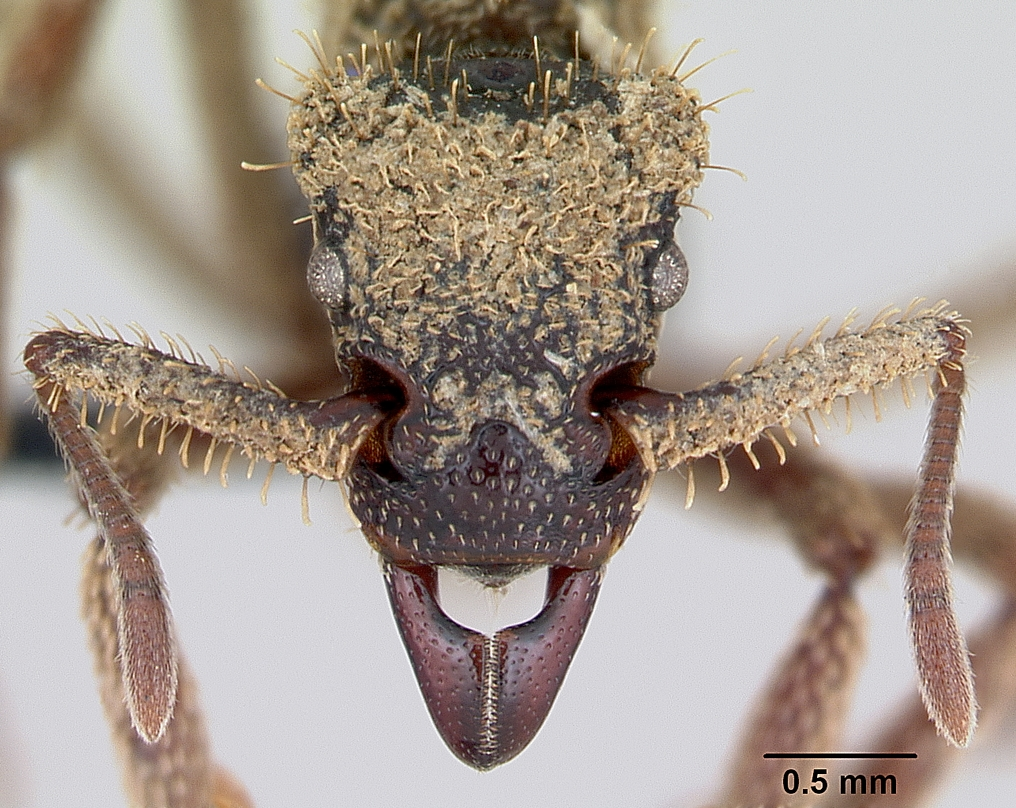
Голова муравья Basiceros manni

Basicerotini (лат.) — ранее выделявшаяся триба мелких муравьёв из подсемейства Myrmicinae (Formicidae). Более 100 видов. По другим данным это родовая группа Basiceros genus-group в составе расширенной трибы Attini.

## Распространение
Пантропика: главным образом Неотропика (от Флориды и Мексики до Боливии и Аргентины; также Куба), а также Индомалайская зона, Новая Гвинея, Новая Каледония, Фиджи, Самоа, Австралия.

## Описание
Тело покрыто многочисленными волосками разнообразной (булавовидной, чешуевидной) формы. Число максиллярных щупиков варьирует от 1 до 2, и лабиальных также от 1 до 2. Мелкие почвенные муравьи (большинство имеют длину 2—6 мм). Голова сужена кпереди. Мандибулы не перекрываются. В усиках 12 члеников (Basiceros, Creightonidris) или 7—8 (Eurhopalothrix, Octostruma, Rhopalothrix, Talaridris).

## Систематика
Триба включает 7 родов. Была выделена из состава трибы Dacetini (Brown, 1949). В 2014 году в ходе молекулярно-филогенетического исследования и полной реклассификации всех мирмицин (Ward et al., 2014) члены Basicerotini были включены в состав расширенной трибы Attini в качестве её родовой группы Basiceros genus-group.
- Род Basiceros Schulz, 1906 (= Creightonidris Brown, 1949)
- Род Eurhopalothrix Brown & Kempf, 1961
- Род Octostruma Forel, 1912
- Род Protalaridris Brown, 1980[5]
  - P. armata Brown, 1980, P. aculeata Lattke & Alpert, P. arhuaca Guerrero, Lattke & Alpert, P. bordoni Lattke, P. leponcei Delsinne & Lattke, P. loxanensis Lattke, P. punctata Lattke
- Род Rhopalothrix Mayr, 1870
- Род Talaridris Weber, 1941